# J.D. Theile GmbH
J.D. Theile GmbH & Co. KG, іноді JDT — німецька компанія, один з провідних світових постачальників високоякісних ланцюгових систем.
Досвід роботи протягом понад 180 років гарантує безпечні вироби для екстремальних умов експлуатації над і під землею. Виробляє і постачає конвеєри та ланцюги згідно з німецьким стандартом ДІН 22252 (ISO 610), плоскі з'єднувальні ланки Тейпа і блочні ланки згідно з німецьким стандартом ДИН 22258, з'єднувальні ланки згідно з німецьким стандартом ДІН 22253 (ISO 1082), з'єднувальні елементи для ланцюгових конвеєрів і вертлюгів.
Адреса: D-58239, Німеччина, Шверте, Letmather Sir. 26-45.